# Kolektivizacija
Kolektivizacija (latinski preko ruskog), prijenos privatne imovine (nekretnina i sredstava za rad) u kolektive, kolektivna gospodarstva, zadruge. Kolektivizacija je oblik ukidanja privatnog vlasništva u komunizmu i socijalizmu.
Izvor:
- HOL